# Дистанционное обучение

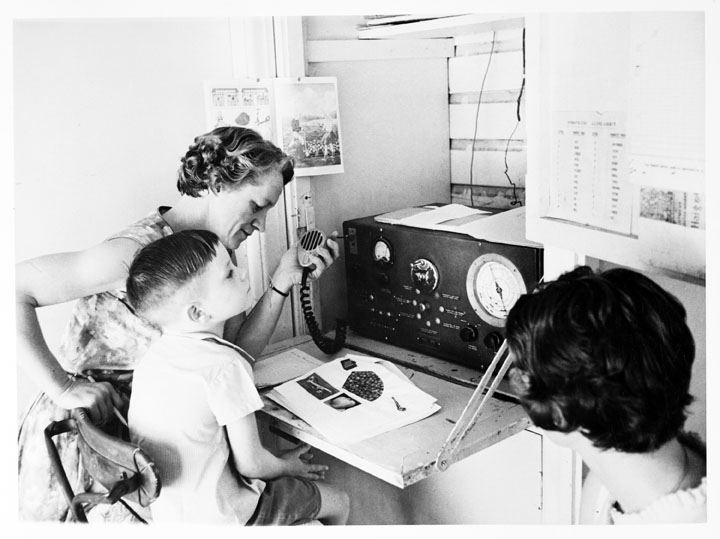
Ученик начальной школы «School of the Air» присутствует на уроке при помощи двухстороннего радио. Квинсленд (Австралия), 1960-е гг.

Дистанционное обучение — образовательный процесс с применением совокупности телекоммуникационных технологий, имеющих целью предоставление возможности обучаемым освоить основной объём требуемой им информации без непосредственного контакта обучаемых и преподавателей в ходе процесса обучения.
Дистанционное обучение — взаимодействие учителя и учащихся между собой на расстоянии, отражающее все присущие учебному процессу компоненты (цели, содержание, методы, организационные формы, средства обучения) и реализуемое специфичными средствами Интернет-технологий или другими средствами, предусматривающими интерактивность.
Дистанционное обучение — это самостоятельная форма обучения, информационные технологии в дистанционном обучении являются ведущим средством.

## Технологии

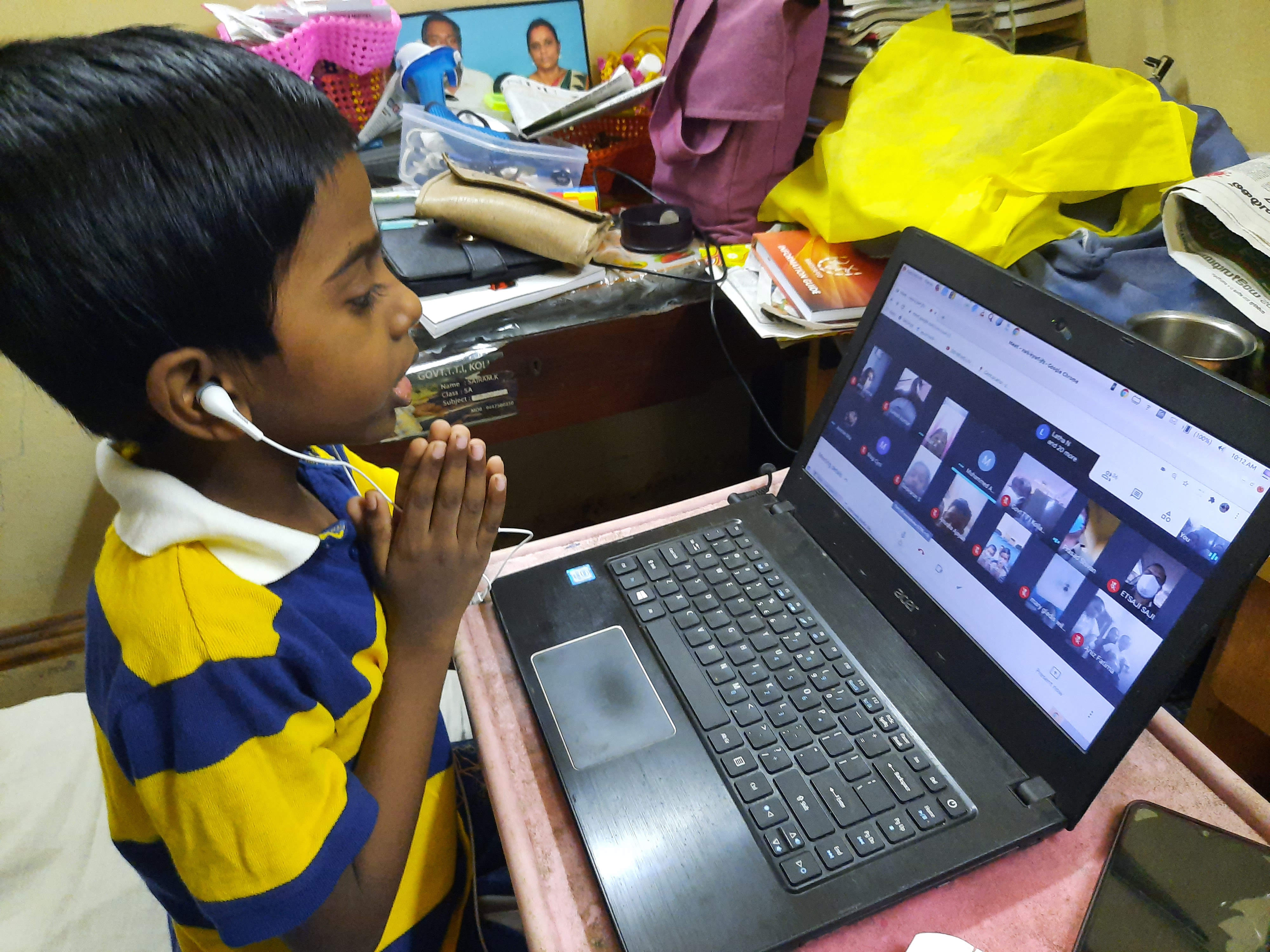
Дистанционное обучение во время пандемии коронавируса

Современное дистанционное обучение строится на использовании следующих основных элементов:
- среды передачи информации (почта, телевидение, радио, информационные коммуникационные сети),
- методов, зависимых от технической среды обмена информацией.

В XXI веке перспективным является интерактивное взаимодействие с учащимся посредством информационных коммуникационных сетей, из которых массово выделяется среда интернет-пользователей. В 2003 году инициативная группа ADL начала разработку стандарта дистанционного интерактивного обучения SCORM, который предполагает широкое применение интернет-технологий. Введение стандартов способствует как углублению требований к составу дистанционного обучения, так и требований к программному обеспечению.

## Преимущества
Дистанционное обучение позволяет:
- себестоимость дистанционной формы обучения несколько ниже традиционного образования, так как может отсутствовать арендная плата за наём помещений для проведения занятий, снижаются расходы на организацию самих занятий, существует возможность каждому преподавателю одновременно заниматься с несколько большим количеством обучающихся и отпадают некоторые другие факторы, прямо или косвенно влияющие на итоговую стоимость обучения[1];
- сократить время на обучение (сбор, время в пути);
- дистанционное обучение может носить индивидуальный характер, а следовательно предоставлять возможность более эффективно настроить процесс обучения, давая возможность обучающемуся самому себе подобрать удобные время и темп обучения[1];
- повысить качество обучения за счёт применения современных средств, объёмных электронных библиотек и т. д.
- создать единую образовательную среду (особенно актуально для корпоративного обучения);
- такой формат обучения чрезвычайно удобен людям с ограниченными физическими возможностями[1];
- человек может в сжатые сроки одновременно обучаться более чем в одной образовательной организации и/или по более чем одному направлению[1];
- имеется возможность непрерывно повышать уровень собственной квалификации[1];
- активное использование изображений, текста, звука и видеоряда в учебном материале существенно повышает качество усвоения новой информации[1];
- применительно к Российской Федерации важным фактором может являться осуществление содействия развитию единого образовательного пространства на территории стран, где проживает русскоязычное население[1].

## Применение
Дистанционные образовательные технологии с использованием Интернета применяются как для освоения отдельных курсов повышения квалификации пользователей, так и для получения высшего образования. Можно выделить следующие основные формы дистанционного обучения: в режиме онлайн и в режиме офлайн. Обучение через Интернет обладает рядом существенных преимуществ:
- Гибкость — студенты могут получать образование в подходящее им время и в удобном месте;
- Дальнодействие — обучающиеся не ограничены расстоянием и могут учиться вне зависимости от места проживания;
- Экономичность — значительно сокращаются расходы на дальние поездки к месту обучения.

## Формы
Чат-занятия — учебные занятия, осуществляемые с использованием чат-технологий. Чат-занятия проводятся синхронно, то есть все участники имеют одновременный доступ к чату. В рамках многих дистанционных учебных заведений действует чат-школа, в которой с помощью чат-кабинетов организуется деятельность дистанционных педагогов и учеников.
Веб-занятия — дистанционные уроки, конференции, семинары, деловые игры, лабораторные работы, практикумы и другие формы учебных занятий, проводимых с помощью средств телекоммуникаций и других возможностей «Всемирной паутины».
Для веб-занятий используются специализированные образовательные веб-форумы — форма работы пользователей по определённой теме или проблеме с помощью записей, оставляемых на одном из сайтов с установленной на нём соответствующей программой.
От чат-занятий веб-форумы отличаются возможностью более длительной (многодневной) работы и асинхронным характером взаимодействия учеников и педагогов.
Телеконференция — проводится, как правило, на основе списков рассылки с использованием электронной почты. Для учебных телеконференций характерно достижение образовательных задач. Также существуют формы дистанционного обучения, при котором учебные материалы высылаются почтой в регионы.
В основе такой системы заложен метод обучения, который получил название «Природный процесс обучения» (англ. natural learning manner). Дистанционное обучение — это демократичная простая и свободная система обучения. В 21 веке активно используется жителями Европы для получения дополнительного образования. Студент, постоянно выполняя практические задания, приобретает устойчивые автоматизированные навыки. Теоретические знания усваиваются без дополнительных усилий, органично вплетаясь в тренировочные упражнения. Формирование теоретических и практических навыков достигается в процессе систематического изучения материалов и прослушивания и повторения за диктором упражнений на аудио и видеоносителях (при наличии).
Телеприсутствие. Существует много различных способов дистанционного обучения. Например, дистанционное присутствие с помощью робота R.Bot 100. В нашем времени технологий в Москве, в одной из школ, идёт эксперимент по такому виду дистанционного обучения. Мальчик-инвалид, находясь дома за компьютером, слышит, видит, разговаривает при помощи робота. Учитель задаёт ему вопросы, он отвечает. При этом и учитель видит ученика, потому что на роботе находится монитор. При этом у мальчика создаётся почти полное впечатление, что он находится в классе вместе со своими сверстниками на уроке. На переменах он может также общаться со своими одноклассниками. Если эксперимент станет удачным, он может открыть дорогу большому проекту по внедрению такого метода дистанционного обучения по всей России.

## История
В Европе в конце XVIII века, с появлением регулярной и доступной почтовой связи, возникло «корреспондентское обучение». Учащиеся по почте получали учебные материалы, переписывались с педагогами и сдавали экзамены доверенному лицу или в виде научной работы.
В России данный метод появился в конце XIX века.
Начало XX века характеризуется бурным технологическим ростом, наличием телеграфа и телефона. Но достоверных фактов об их использовании в обучении нет. В то же время продолжается эпоха «корреспондентского обучения», множество ВУЗов во всем мире вели и ведут его до сих пор.
Появление радио и телевидения внесло изменения в дистанционные методы обучения. Это был значительный прорыв, аудитория обучения возросла в сотни раз. Многие ещё помнят обучающие телепередачи, которые шли, начиная с 1950-х годов. Однако у телевидения и радио был существенный недостаток — у учащегося не было обратной связи.
В 1969 году в Великобритании был открыт первый в мире университет дистанционного образования — Открытый Университет Великобритании, он был назван так, чтобы показать его доступность за счёт невысокой цены и отсутствия необходимости часто посещать аудиторные занятия.
Другие известные университеты с программами дистанционного обучения за рубежом: University of South Africa (1946), FernUniversität in Hagen (Германия, 1974), Национальный технологический университет (США, 1984) (программы ДО по инженерным специальностям), Открытый университет Хаген (Германия), INTEC-колледж Кейптауна (ЮАР), Испанский национальный университет дистанционного обучения, Открытая школа бизнеса Британского открытого университета, Австралийская территориальная информационная сеть.
В конце 1980-х годов доступность персональных компьютеров дала новую надежду, связанную с упрощением и автоматизацией обучения. Появились первые компьютерные игровые обучающие программы.
В 1988 году был реализован советско-американский проект «Школьная электронная почта».
Пионерами спутниковых технологий дистанционного обучения в 1990-х годов стали Международная ассоциация «Знание» и её коллективный член Современная гуманитарная академия.
В России датой официального развития дистанционного обучения можно считать 30 мая 1997 года, когда вышел приказ № 1050 Минобразования России, позволяющий проводить эксперимент дистанционного обучения в сфере образования (впоследствии эксперимент был продлён).
В XXI веке доступность Интернета и компьютеров сделало дистанционное обучение ещё более простым, а его распространение более быстрым. Интернет стал огромным прорывом, значительно большим, чем радио и телевидение. Появилась возможность общаться и получать обратную связь от любого ученика, где бы он ни находился. Распространение «быстрого интернета» дало возможность использовать онлайн-семинары (вебинары) для обучения.
В 2020 году пандемия COVID-19 привела к временному закрытию большого количества школ по всему миру. Многие школы перешли на дистанционное онлайн-обучение с помощью таких платформ, как Zoom, Cisco Webex, Google Classroom, Microsoft Teams, D2L и Edgenuity, Skype. Этот вынужденный переход к онлайн-обучению остро продемонстрировал проблему необходимости адаптации содержания и формы подачи учебных материалов под изменившиеся условия.

## В России

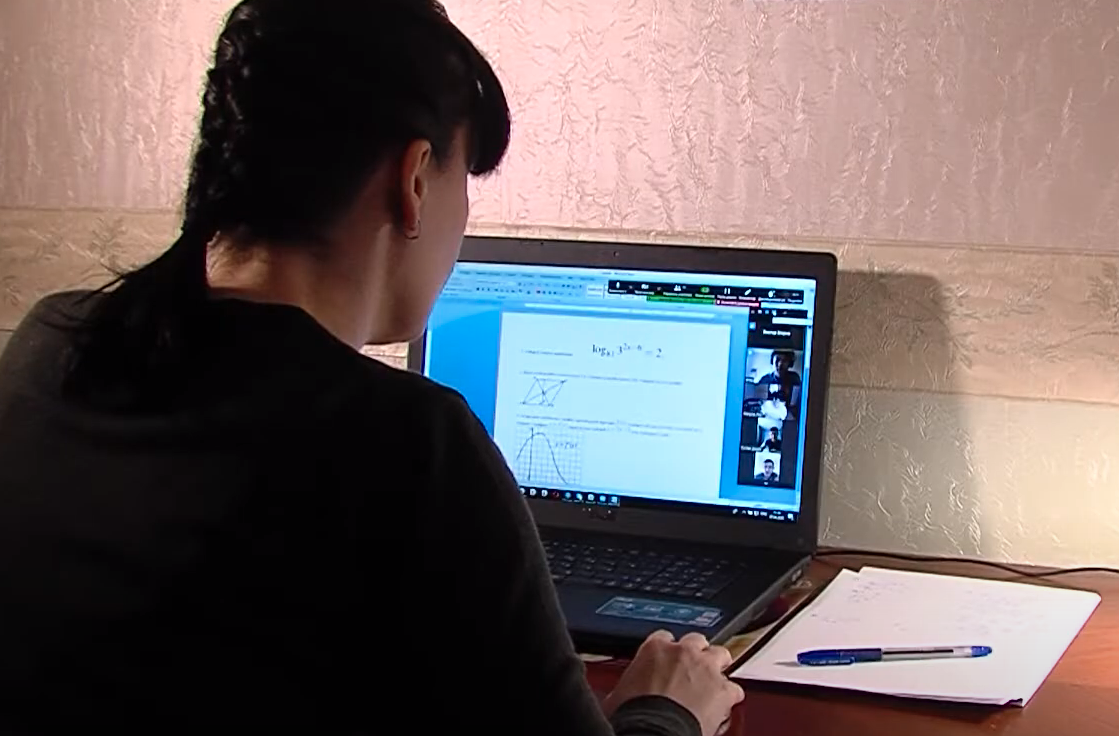
Урок математики во время пандемии COVID-19, ОС на ноутбуке: Windows 10, был установлен Microsoft Office 2007

Дистанционное обучение занимает всё большую роль в модернизации образования. Согласно приказу 137 Министерства образования и науки РФ от 06.05.2005 «Об использовании дистанционных образовательных технологий», итоговый контроль при обучении с помощью ДОТ (дистанционных образовательных технологий) можно проводить как очно, так и дистанционно.
В марте 2020 года в период пандемии COVID-19 Министерство просвещения Российской Федерации разработало, опубликовало и направило в регионы методические рекомендации по организации дистанционного обучения. Кроме того, министерство инициировало создание ресурса по дистанционному образованию для учителей с видеокурсами по организации онлайн-уроков. Организатором ресурса выступила некоммерческая организация — союз «Профессионалы в сфере образовательных инноваций». Создателями курсов выступили такие представители онлайн-образования, как: Учи.ру, Тотальный диктант, Яндекс.Учебник, ИнтернетУрок, Skyeng, Coreapp.ai и другие.
В связи с введением ограничительных мер и режима самоизоляции по России, весной 2020 года школы вынужденно перешли на дистанционное обучение. Учителя и школьники во многих регионах активно использовали вышеперечисленные образовательные платформы.

## Недостатки дистанционного обучения
Дистанционному обучению препятствуют такие факторы, как сложность самодисциплины и контроля в домашних условиях и ненадёжная связь, относительная дороговизна программ и подписки на профильные сайты для педагогов и обучающихся, а также нехватка или дороговизна найма высококвалифицированных IT-специалистов для разработки программного обеспечения.
Довольно внезапный вынужденный переход на новый формат обучения в четвёртой четверти учебного года 2019—2020 гг. выявил ряд дополнительных трудностей. Среди них следующее:
1. Недостаточный уровень обеспеченности компьютерной и иной техникой семей с детьми школьного возраста[15];
2. Недостаточный уровень выверенности информации на сайтах, имеющих своей целью создание платформ для обеспечения учебного процесса[15];
3. Отсутствие на отдельных сайтах заданий для некоторых параллелей классов[19];
4. Возникновение у преподавателей старшего возраста дополнительных трудностей в овладении современными компьютерными технологиями[19];
5. Снижение объективности оценивания знаний учащихся. Оценка знаний осуществлялась дистанционно, и зачастую у педагога могло не быть возможности установить степень самостоятельности выполнения учеником того или иного задания[19];
6. Пониженная мотивация у учащихся. Дети, которые в условиях очного обучения показывали относительно высокие результаты, в изменившихся условиях могли резко понизить свою успеваемость[19];
7. Подписка для учителей на ряде сайтов, имеющих своей целью создание платформ для обеспечения дистанционного учебного процесса, являлась платной[19];
8. По причине резкого увеличения потока пользователей на учебных сайтах, на которых учителя предлагали выполнить задания в асинхронной форме дистанционного обучения, такие сайты в пиковые часы могли просто прекращать свою работу ввиду того, что сервера просто не выдерживали возросшей нагрузки[19].